# Phare de West Point
Le phare de West Point est un phare situé sur West Point le point le plus à l'ouest de Seattle sur le Puget Sound (Comté de King), dans l'État de Washington aux États-Unis.
Ce phare est géré par la Garde côtière américaine, et les phares de l'État de Washington sont entretenues par le District 13 de la Garde côtière  basé à Seattle.
Le phare fait partie du Discovery Park de Seattle. Il est inscrit au Registre national des lieux historiques depuis le 16 août 1977 .

## Histoire
Ce phare, construit en 1881, est de même conception que le phare de Point No Point.
En vertu de la Loi de 2000 sur la préservation des phares historiques nationaux, le Département des parcs et des loisirs de Seattle a demandé au Département de l'Intérieur de prendre possession du phare de la Garde côtière américaine et de l'intégrer au Discovery Park. La ville a reçu la propriété en octobre 2004.
La lentille de Fresnel 4ème ordre de la station est aussi inclus dans ce transfert de propriété. Après la signature de l'acte, la Garde côtière a éteint le système d'éclairage d'origine et l'a remplacé par une lumière rotative moderne (VRB-25 (en)). La lumière conserve sa caractéristique originale d'alternance de clignotements rouges et blancs toutes les cinq secondes.
Un projet de restauration entrepris en 2009, a permis de terminer les travaux extérieurs en 2010 et de restaurer les quartiers du gardien en 2011.

## Description
La maison-phare possède une tour carrée en maçonnerie, avec galerie et lanterne, de 7 m de hauteur. Le phare est peint en blanc, le dôme de la lanterne est rouge.
Le phare a été mis en service le 15 novembre 1881 en utilisant une lentille de Fresnel de 4e ordre. IL fut le premier phare habité sur Puget Sound. Il a été éclairé avec une lampe au kérosène pendant ses 44 premières années, jusqu'à ce qu'il soit attaché au réseau électrique de Seattle en 1926. Il est équipé d'une corne de brume dans le bâtiment construit en 1906. Il est devenu automatisé en 1985, la dernière station de l'État de Washington pour le faire.
Le phare émet, à une hauteur focale de 8 m, un feu alternatif blanc et rouge toutes les dix secondes. La portée nominale du feu blanc est de 16 milles nautiques (environ 30 km), celle du feu rouge est de 13 milles nautiques (environ 24 km).
La maison du gardien en bois de 1881 et celle de 1886 ont été utilisées jusqu'à 2002 pour le logement de Garde-côte. Une station météorologique automatique sur un pylone séparé se trouve à proximité. ainsi qu'un autre pylone radar.
Identifiant : ARLHS : USA-878 - Amirauté : G4861 - USCG : 6-16800 .

## caractéristique duFeu maritime
Fréquence : 2 fois 5 secondes (W-R)
- Lumière : 0.2 seconde
- Obscurité : 4.8 secondes

|             |
| Puget Sound |

|         |
| La tour |

|                           |
| Le phare et station météo |

|       |
| Radar |

### Lien connexe
- Liste des phares de l'État de Washington